# Грибінько Анастасія Федорівна
Анастасія Федорівна Грибінько (18 жовтня 1914, Рев'якине — 8 листопада 1987, Дубов'язівка) — працівниця сільського господарства, Герой Соціалістичної Праці.

## Біографія
Народилася 18 жовтня 1914 року в селі Рев'якине. Була працівницею сільського господарства. 
У 1940 році переїхала до Дубов'язівки. З 1944 року була ланковою бригади з вирощування зернових картоплі та цукрових буряків у колгоспі «Дубов'язівський». Пізніше працювала на Дубов'язівському цукровому комбінаті. 
Померла 8 листопада 1987 року в Дубов'язівці.

## Нагороди
- Звання Герой Соціалістичної Праці з врученням ордена Леніна (1949)[1].